# Thinte
La Thinte est une petite rivière française qui coule dans le département de la Meuse. C'est un affluent du Loison en rive gauche, donc un sous-affluent de la Meuse par le Loison, puis la Chiers.

## Géographie
La Thinte naît sur le territoire de la commune d'Azannes-et-Soumazannes. Peu après sa naissance, elle s'oriente vers l'ouest sur une distance de trois kilomètres, puis effectue un coude vers le nord et adopte ainsi une orientation sud-nord qu'elle maintient tout au long du reste de son parcours de près de 17 kilomètres. Elle conflue avec le Loison en rive gauche, à Vittarville.

## Communes traversées
La Thinte traverse les communes suivantes, d'amont en aval :
- Azannes-et-Soumazannes, Ville-devant-Chaumont, Chaumont-devant-Damvillers, Moirey-Flabas-Crépion, Wavrille, Damvillers, Peuvillers; Lissey et Vittarville, toutes situées dans le département de la Meuse.

## Hydrologie
La Thinte est un cours d'eau issu des Côtes de Meuse, région fort bien arrosée de Lorraine. Le module de la Thinte au niveau de son confluent avec le Loison vaut 1,36 m3/s, pour un bassin versant de 104,5 km2. La lame d'eau écoulée dans ce bassin est de 410,4 millimètres, ce qui est assez élevé, nettement supérieur à la moyenne de la France, tous bassins confondus (320 millimètres), mais légèrement inférieur à la moyenne du bassin français de la Meuse (Celle-ci affiche à Chooz, près de sa sortie du territoire français, une lame d'eau de 450 millimètres). Le débit spécifique ou Qsp de la Thinte se monte dès lors à un robuste 13,0 litres par seconde et par kilomètre carré de bassin versant.

## Curiosités - Tourisme

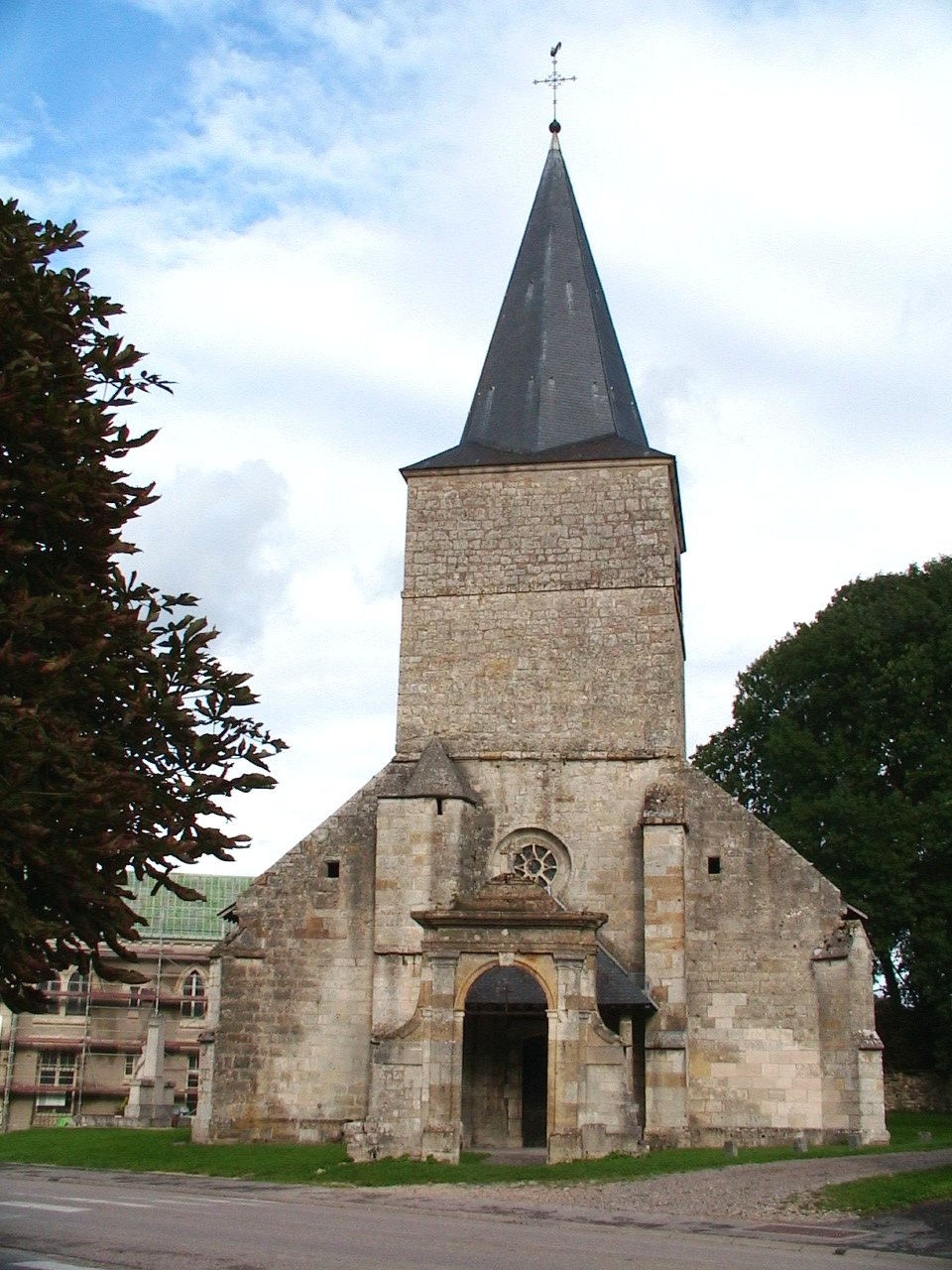
L'église Saint-Maurice de Damvillers. La tour romane date du XIIe siècle, mais la flèche fut élevée au XVIIIe siècle.

Bien des villages traversés par la Thinte furent totalement anéantis lors des combats de la Première Guerre mondiale et leur patrimoine architectural a dès lors disparu. La plupart ont cependant repris vie et ont été reconstruits.
- Damvillers : Ancienne place forte du XIVe siècle. Site fort agréable. Vestiges gallo-romains. Vestiges des anciennes fortifications. Intéressante église Saint-Maurice romano-gothique des XIIe et XVIe siècles avec reliques de Saint Maurice. Statue Notre-Dame-de-Consolation du XVIe et statues en bois polychromes du XVIIIe. Plans d'eau, étang de la Ballastière. Baignades, pêche, chasse au gibier d'eau. Promenades, excursions pédestres et équestres. Sports divers. Gîtes ruraux.